# Galovac
Galovac es un municipio de Croacia en el condado de Zadar.

## Geografía
Se encuentra a una altitud de 64 m s. n. m. a 271 km de la capital nacional, Zagreb.

## Demografía
En el censo 2011 el total de población del municipio fue de 1234 habitantes. No tiene localidades dependientes dentro de su ejido.
| Gráfica de población de Galovac 1857-2011                           |
|                                                                     |
| Según los censos de población de la oficina estadística de Croacia. |